# Chloroclystis mediospoliata
Chloroclystis mediospoliata là một loài bướm đêm trong họ Geometridae.